# 堀田伸一
堀田 伸一（ほった しんいち、1961年4月11日 - ）は、日本の元競輪選手、政治家。元豊橋市議会議員（4期）。

## 来歴
愛知県豊橋市出身。愛知県立豊橋工業高等学校を経て、中部工業大学（現在の中部大学）工学部を卒業。同大学在籍時代には、国民体育大会自転車競技に3年連続で出場し成年スプリントで入賞（3位、7位、4位）した経験を持つ。
日本競輪学校第55期生を経て、1985年5月11日、久留米競輪場でデビュー（競走棄権）。初勝利は同年同月21日、当時ホームバンクだった豊橋競輪場で挙げた。
1994年4月15日、選手登録削除。通算戦績701戦145勝、優勝5回。引退後、家業の土木建設業(堀田建設株式会社)を継ぎ、主に市役所関係の公共事業を受注する。
2007年、豊橋市議会議員選挙に立候補し初当選した。2019年、4期目の当選を果たす。改選後の5月臨時議会で互選され副議長に就任。2022年の5月臨時議会で議長就任。
2024年9月20日、市内で行われた会合に出席したのち飲酒運転をしたとして市議会議員を辞職。同年11月10日の市議会議員補欠選挙（定数4、市長選挙の便乗選挙として実施）で返り咲きを目指したが次点で落選。

## 政策・主張
- 2017年2月28日開会の市議会定例会に、中村竜彦、藤原孝夫、小原昌子、山田静雄、市原享吾らとともに計6人の市議（自由民主党豊橋市議団）で、豊橋市家庭教育支援条例案を提出した[3][4][5]。同年3月29日、同条例案は賛成多数で可決された[6][7][8]。即時に施行され、愛知県では初の導入事例となった[9]。